# São Luiz Gonzaga
São Luiz Gonzaga é um município brasileiro da região das Missões, noroeste do estado do Rio Grande do Sul. É conhecida como Capital Estadual da Música Missioneira e Capital Gaúcha do Arroz Carreteiro.
Durante muitos anos, São Luiz Gonzaga fez parte da "República Guarani", que abrangia áreas dos atuais estados do Paraná e Rio Grande do Sul, além do Paraguai, Argentina e Uruguai. Nessa região, várias reduções - também conhecidas como missões - foram construídas, sob a autoridade rígida dos padres jesuítas, trazendo consigo a beleza da arte europeia e um desenvolvimento urbano que muitas cidades ainda não possuem, mesmo após tanto tempo.

## Clima
Segundo dados do Instituto Nacional de Meteorologia (INMET), desde 1931 a menor temperatura registrada em São Luiz Gonzaga foi de −3 °C em 13 de julho de 1933 e a maior atingiu 42,4 °C em 16 de janeiro de 1943, cabendo destacar os recentes 42,2 °C de máxima em 23 de janeiro de 2022. O maior acumulado de precipitação em 24 horas chegou a 189,8 mm em 24 de dezembro de 2015. Outros acumulados superiores a 150 mm foram: 173,8 mm em 6 de novembro de 1997, 170,2 mm em 18 de maio de 1974, 166,2 mm em 4 de dezembro de 1965, 162,3 mm em 15 de abril de 1955, 160,4 mm em 19 de setembro de 1972, 153,6 mm em 5 de junho de 1972 e 150,6 mm em 29 de abril de 1983.
| Dados climatológicos para São Luiz Gonzaga                                               | Dados climatológicos para São Luiz Gonzaga | Dados climatológicos para São Luiz Gonzaga | Dados climatológicos para São Luiz Gonzaga | Dados climatológicos para São Luiz Gonzaga | Dados climatológicos para São Luiz Gonzaga | Dados climatológicos para São Luiz Gonzaga | Dados climatológicos para São Luiz Gonzaga | Dados climatológicos para São Luiz Gonzaga | Dados climatológicos para São Luiz Gonzaga | Dados climatológicos para São Luiz Gonzaga | Dados climatológicos para São Luiz Gonzaga | Dados climatológicos para São Luiz Gonzaga | Dados climatológicos para São Luiz Gonzaga |
| Mês                                                                                      | Jan                                        | Fev                                        | Mar                                        | Abr                                        | Mai                                        | Jun                                        | Jul                                        | Ago                                        | Set                                        | Out                                        | Nov                                        | Dez                                        | Ano                                        |
| ---------------------------------------------------------------------------------------- | ------------------------------------------ | ------------------------------------------ | ------------------------------------------ | ------------------------------------------ | ------------------------------------------ | ------------------------------------------ | ------------------------------------------ | ------------------------------------------ | ------------------------------------------ | ------------------------------------------ | ------------------------------------------ | ------------------------------------------ | ------------------------------------------ |
| Temperatura máxima recorde (°C)                                                          | 42,4                                       | 40,1                                       | 39,8                                       | 36,6                                       | 32,7                                       | 31,1                                       | 31,5                                       | 35,7                                       | 36,8                                       | 39,4                                       | 41                                         | 40,8                                       | 42,4                                       |
| Temperatura máxima média (°C)                                                            | 32,7                                       | 31,9                                       | 30,5                                       | 27,6                                       | 23,1                                       | 21,1                                       | 20,7                                       | 23,3                                       | 24,6                                       | 27,4                                       | 30,1                                       | 32,1                                       | 27,1                                       |
| Temperatura média compensada (°C)                                                        | 26                                         | 25,2                                       | 23,8                                       | 21,1                                       | 17,3                                       | 15,6                                       | 14,9                                       | 16,9                                       | 18,2                                       | 21                                         | 23,3                                       | 25,4                                       | 20,7                                       |
| Temperatura mínima média (°C)                                                            | 20,6                                       | 20,1                                       | 18,8                                       | 16,4                                       | 13,3                                       | 11,8                                       | 10,8                                       | 12,2                                       | 13,3                                       | 15,9                                       | 17,4                                       | 19,7                                       | 15,9                                       |
| Temperatura mínima recorde (°C)                                                          | 8,8                                        | 8,6                                        | 5,5                                        | 2,8                                        | −1,8                                       | −2,3                                       | −3                                         | −1,8                                       | 0                                          | 2                                          | 5,2                                        | 7                                          | −3                                         |
| Precipitação (mm)                                                                        | 170,6                                      | 158,4                                      | 156,4                                      | 194,3                                      | 168,6                                      | 132,7                                      | 124,1                                      | 104,6                                      | 146,6                                      | 264,4                                      | 169,7                                      | 199                                        | 1 989,4                                    |
| Dias com precipitação                                                                    | 9                                          | 8                                          | 8                                          | 8                                          | 8                                          | 8                                          | 8                                          | 7                                          | 8                                          | 11                                         | 8                                          | 9                                          | 100                                        |
| Umidade relativa compensada (%)                                                          | 68                                         | 71,2                                       | 72,5                                       | 73,3                                       | 76,7                                       | 77,9                                       | 75,1                                       | 70,2                                       | 70,6                                       | 71                                         | 64,1                                       | 64,6                                       | 71,3                                       |
| Insolação (h)                                                                            | 220,9                                      | 196,4                                      | 214,9                                      | 185,2                                      | 161,3                                      | 126                                        | 153                                        | 172,1                                      | 161                                        | 176,2                                      | 212,7                                      | 216,9                                      | 2 196,6                                    |
| Fonte: INMET (normal climatológica de 1991-2020; recordes de temperatura: 1931-presente) |                                            |                                            |                                            |                                            |                                            |                                            |                                            |                                            |                                            |                                            |                                            |                                            |                                            |

## Subdivisões

### Distritos
| Distrito                 | População |
| ------------------------ | --------- |
| Afonso Rodrigues         | 1056      |
| Capela São Paulo         | 295       |
| Passo do Faxinal         | 214       |
| Passo do Quaresma        | 629       |
| Rincão de São Pedro      | 828       |
| Rolador                  | 1298      |
| Santa Inês               | 741       |
| São Lourenço das Missões | 1056      |
| São Luiz Gonzaga         | 33046     |
| Serrinha                 | 390       |